# 滑道

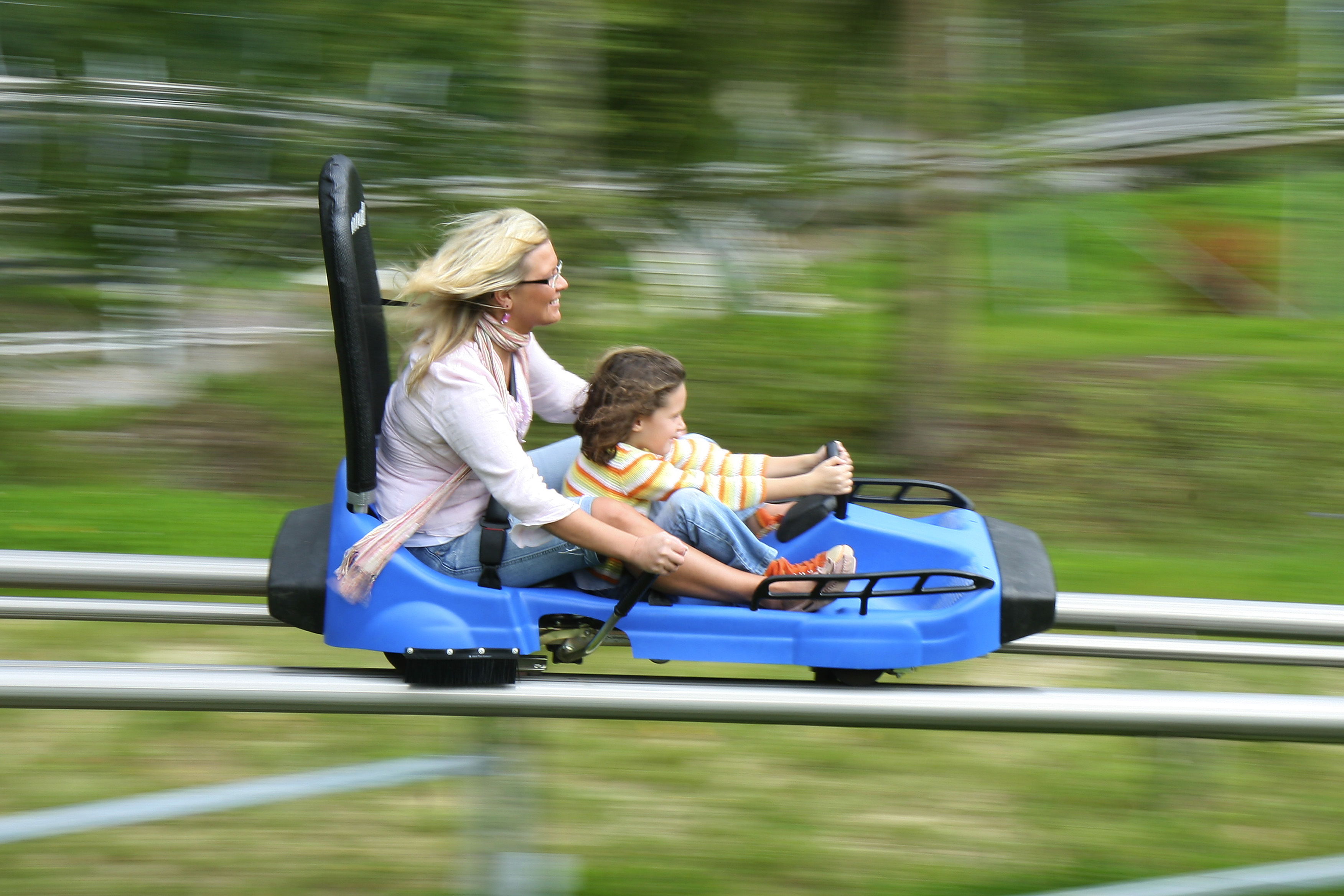
滑道上的滑车

滑道（英語：Summer toboggan）是用型材或槽型材料制成，呈坡型铺设或架设在地面上，由乘客操纵滑车沿固定线路滑行的大型游乐设施。

## 历史
槽式滑道诞生于1970年代，是最早出现的滑道形式。威岗滑道公司的创始人约瑟夫·威岗在为一座滑雪场打造游乐设施时决定依靠地形的自然高差而非像过山车那样完全依靠人工结构。威岗公司于1960年代末在德国拉斯多夫成立，并于1975年建造了第一个不锈钢滑槽的滑道。1997年，威岗公司设计制造了第一个管轨式滑道，并将其命名为“高山过山车”。同时，布兰道尔公司于1996年在奥地利阿布特瑙的Karkogel滑雪场安装了单轨式的管轨式滑道。

## 分类

### 槽式滑道
槽式滑道是指滑车在槽型材料制成的轨道上滑行的滑道。

### 管轨式滑道
管轨式滑道指滑车在型材制成的轨道上滑行的滑道。

### 电动滑道
电动滑道指滑车在轨道上滑行的过程中不完全依靠重力，而采用电力为动力滑行的滑道。

## 图片

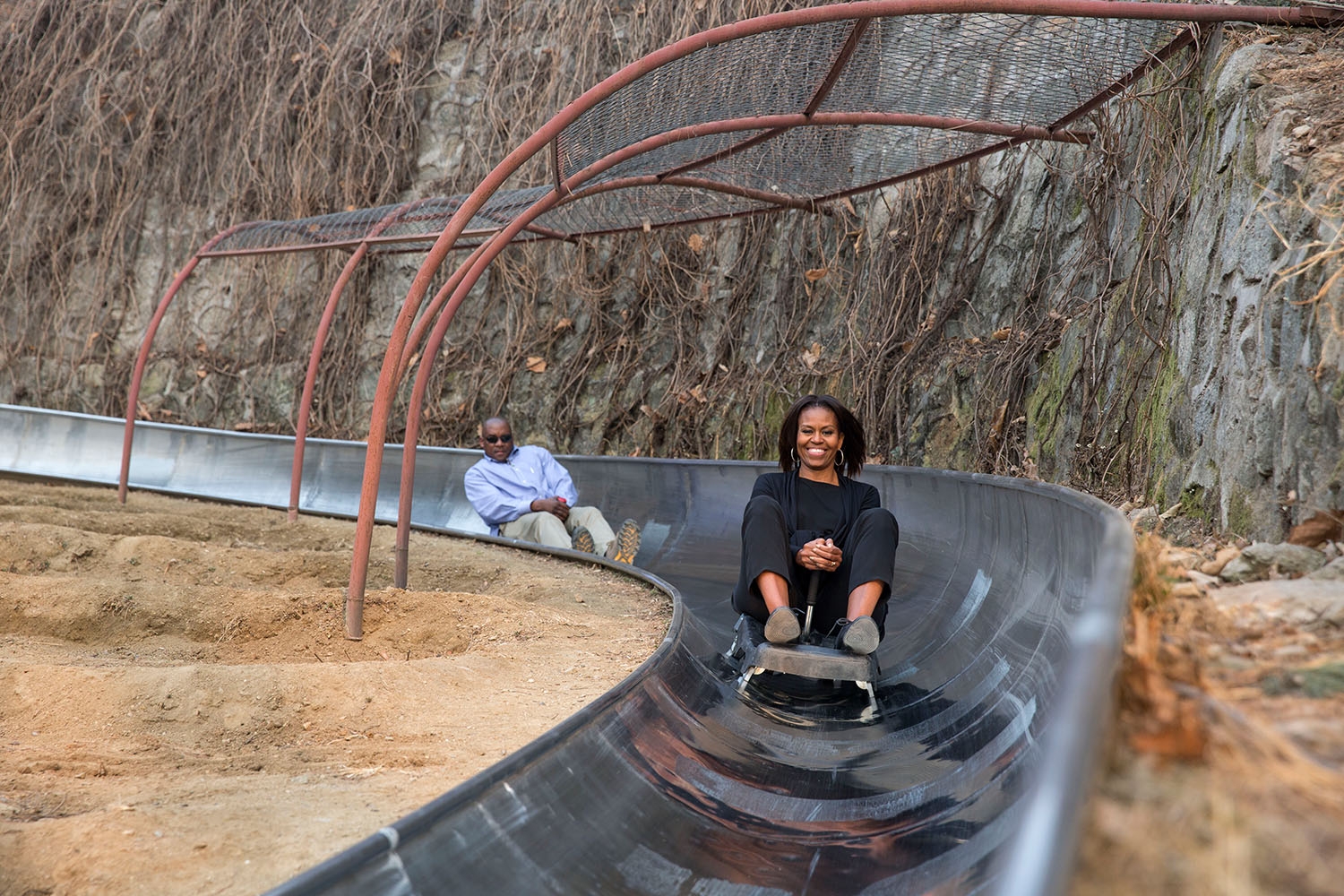
槽式滑道
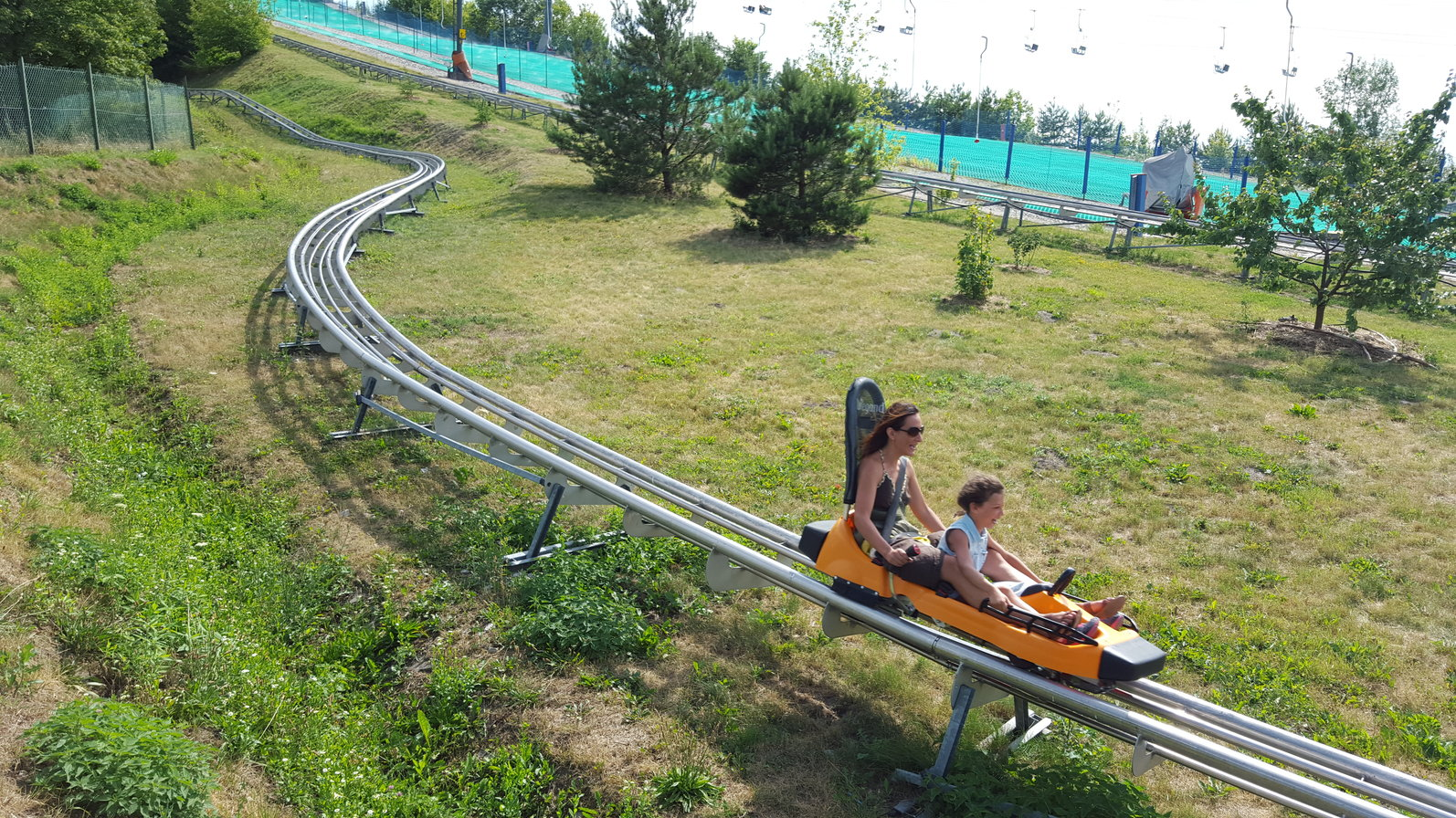
管轨式滑道
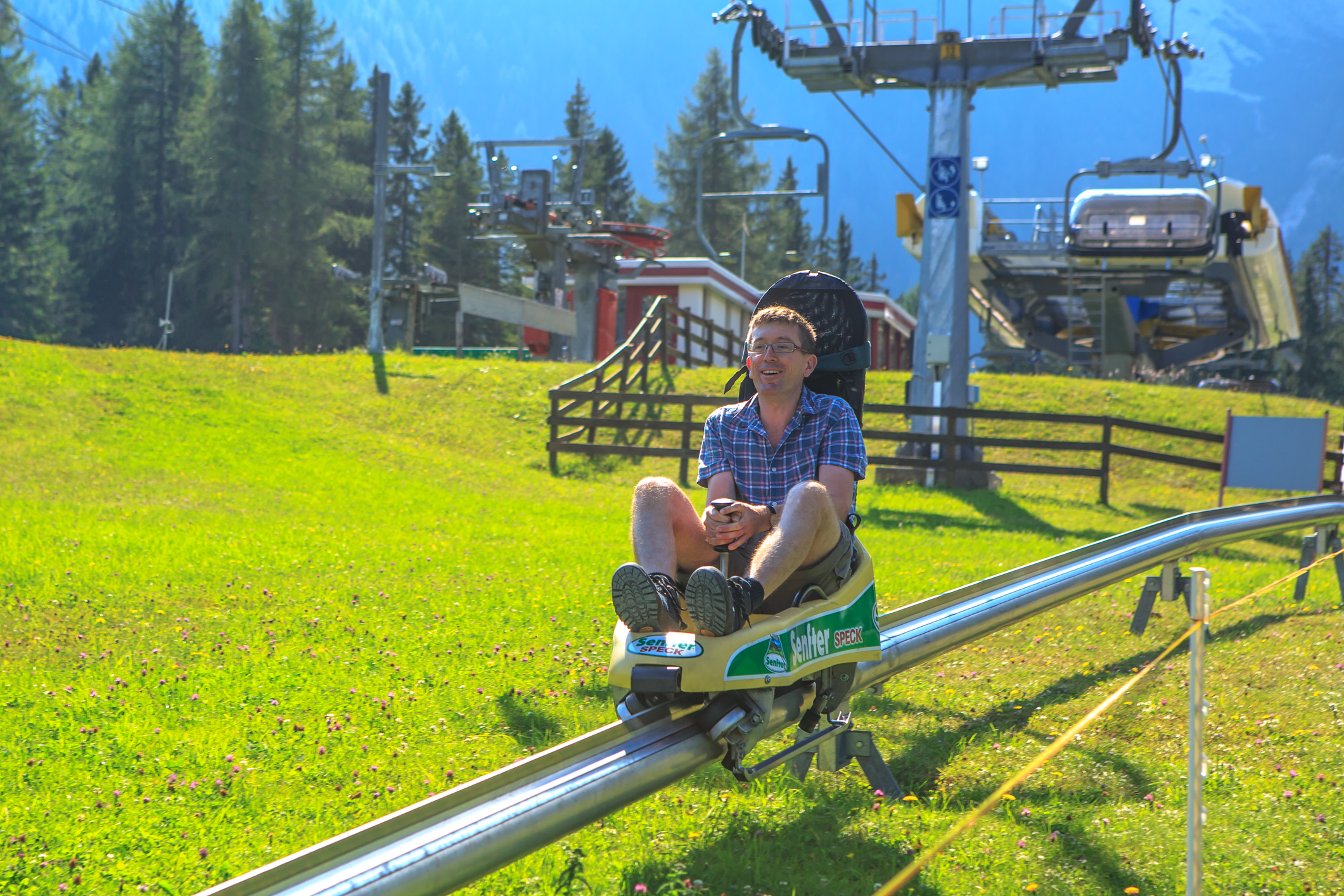
管轨式滑道（布兰道尔式）
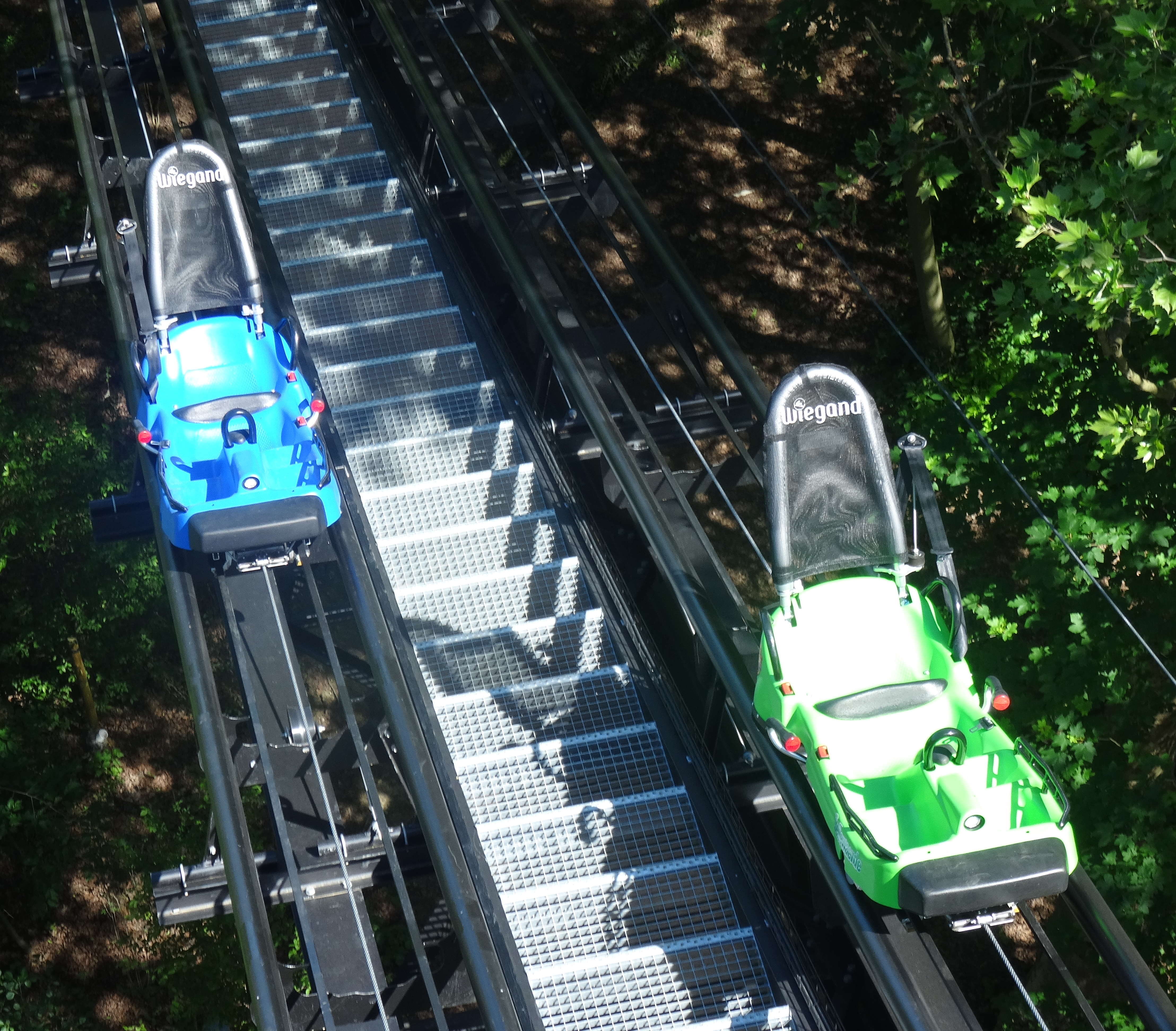
正在通过地面提升系统运送的滑车
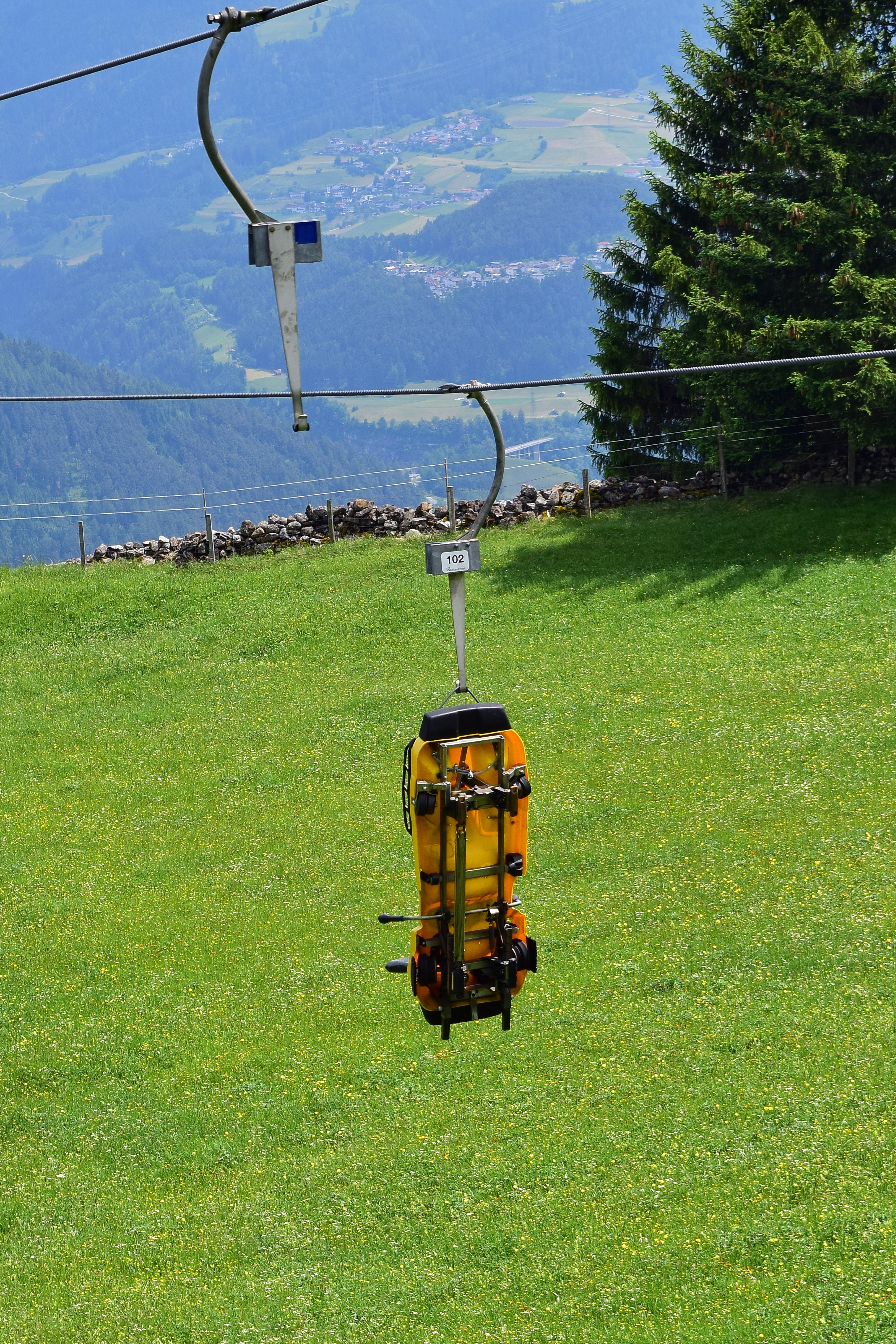
正在通过架空索道运送的滑车